# 蒂普苏丹

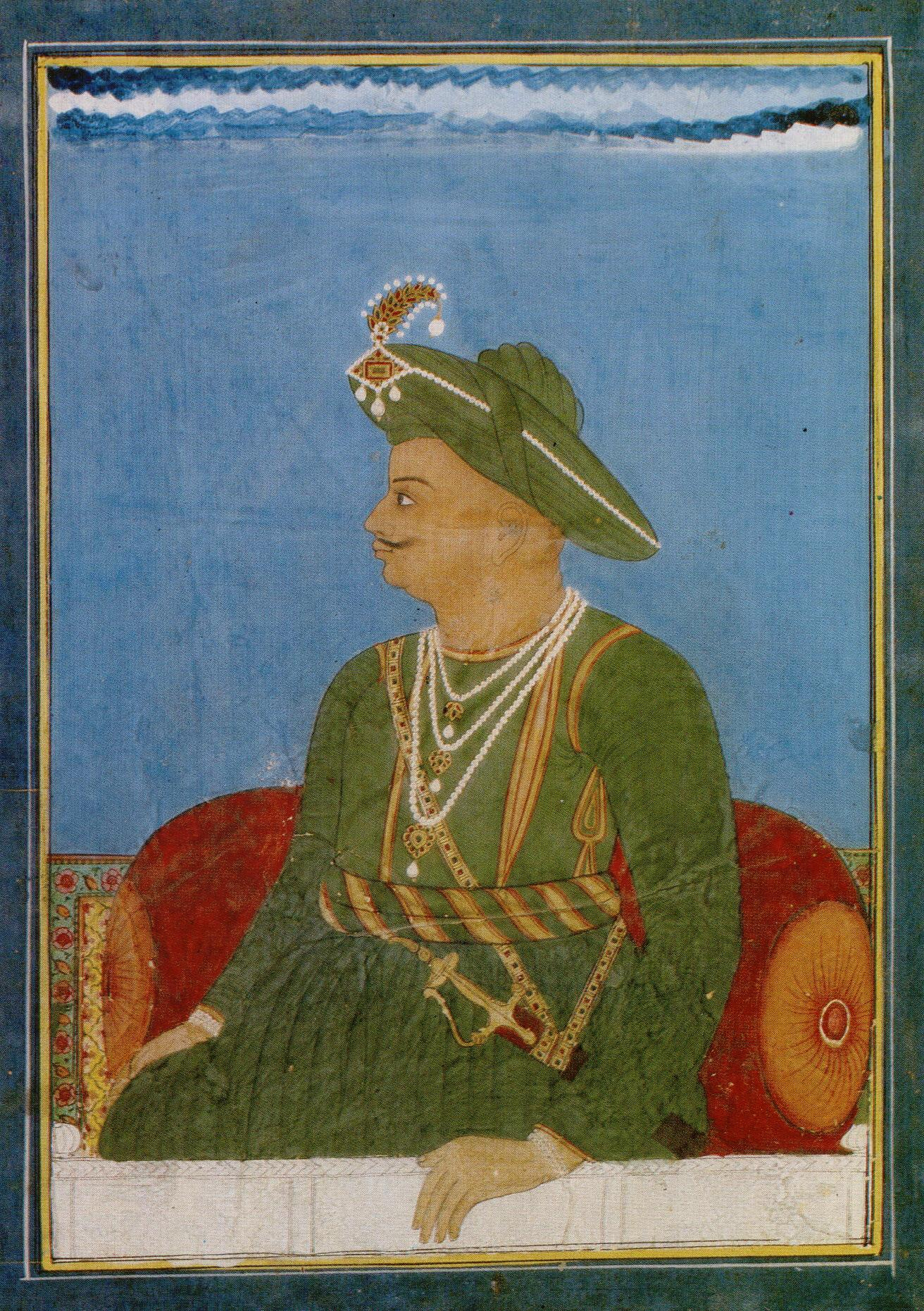
蒂普苏丹肖像

蒂普苏丹（1750年11月20日—1799年5月4日），一译提普苏丹，本名Sultan Fateh Ali Sahab Tipu，南印度迈索尔王国首席大臣暨苏丹海达尔·阿里之子。其父阿里去世后成为迈索尔首席大臣暨苏丹(1782年至1799年)。摩訶羅闍瓦迪亞王朝的王權被架空。蒂普因以诗作而闻名，为虔诚的穆斯林，对其他宗教很宽容，比如让法国人建起了迈索尔第一座教堂。在第二次英國-邁索爾戰爭中，他协助父亲阿里打败了英国的入侵，并与英签订芒格洛尔条约；但第三次和第四次英國-邁索爾戰爭，與英國、特拉凡哥尔聯軍交戰以失敗告終，1799年5月4日，在斯赫里朗格阿帕特塔纳保衛戰中陣亡。
1799年，經過英國-邁索爾戰爭之後，邁索爾被英國征服成為其轄下土邦，王權回歸瓦迪亞王室，改由英國指派總督控制朝政。